# Radawnica
Radawnica (deutsch Radawnitz) ist ein Dorf in der  Gmina Złotów (Landgemeinde Flatow) in der polnischen Woiwodschaft Großpolen im Powiat Złotowski  (Flatower Kreis).

## Geographische Lage
Das Dorf liegt im Netzedistrikt in Westpreußen, etwa  elf  Kilometer nordwestlich der Stadt  Złotów (Flatow), 33 Kilometer südöstlich der Stadt  Szczecinek  (Neustettin) und 130 Kilometer südwestlich von Danzig.

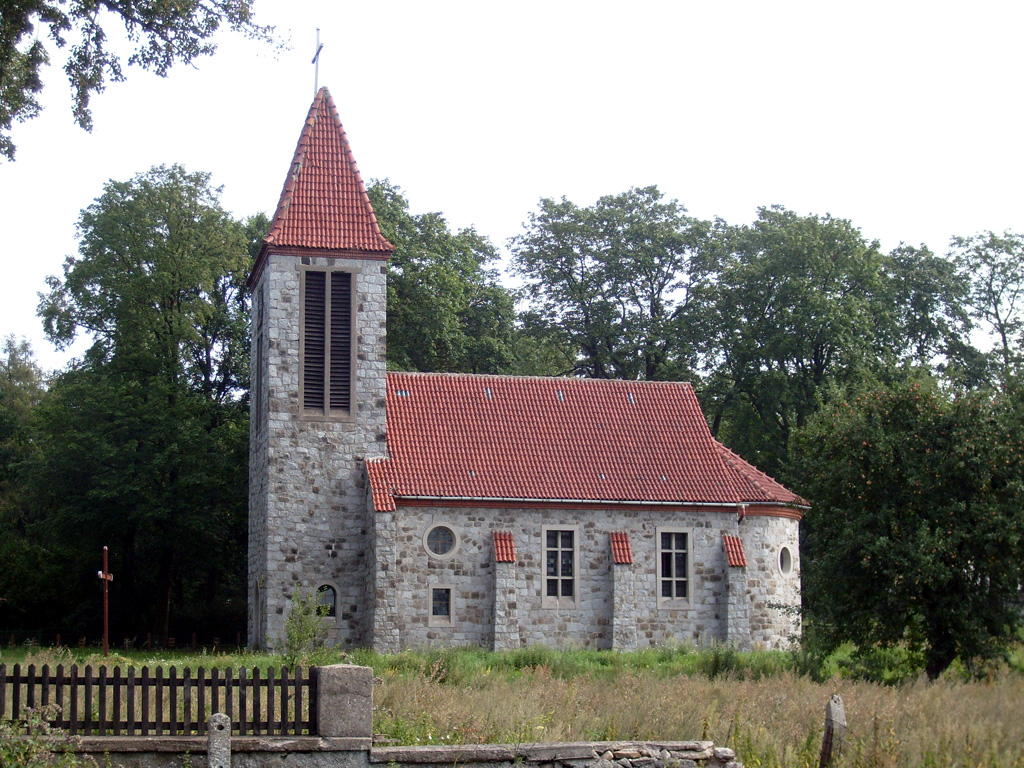
Katholische Dorfkirche, erbaut vor 1744

## Geschichte
Die Ortschaft ist aus dem ehemaligen Gutsbezirk Radawnitz hervorgegangen.
Laut der Vasallen-Tabelle von 1756 war die Familie von der Osten  in Radawnitz begütert. Im Jahr 1783 befand sich das Rittergut im Besitz der Familie von der Osten-Sacken; im Jahr 1853  war E. von Grabowski der Gutsbesitzer. Im Jahr 1896 war die Disconto-Gesellschaft in Berlin Eigentümerin des Gutsbezirks Radawnitz, die ihn von dem Administrator Püschel verwalten ließ.
Im Jahr 1925 wurden in Radawnitz 821 Einwohner gezählt, die auf 156 Haushaltungen verteilt waren; von diesen Einwohnern waren  484 katholisch  und 345 evangelisch.
Anfang der 1930er Jahre hatte die Gemarkung der Gemeinde Radawnitz eine Flächengröße von 23,5 Hektar, auf dem Gemeindegrund standen 97 Wohnhäuser. Zur Gemeinde gehörten neben dem Dorf Radawnitz die Wohnplätze Adolfshof, Gut Radawnitz und Mariannenhof.
Das Gut bestand noch im Jahr 1945; außerdem gab es im Dorf ein Forsthaus. Von dem 2350 Hektar großen Gemeindegrund gehörten 318 Hektar der öffentlichen Hand, 1.945 Hektar waren landwirtschaftliche Nutzfläche, und 166 Hektar waren Forst.
Radawnitz war bis 1945 eine Landgemeinde im Landkreis Flatow und Sitz eines Amtsbezirks. Mit dem Kreis Flatow gehörte die Gemeinde Radawnitz bis zum Inkrafttreten  des Versailler Vertrags 1920 nach dem Ersten Weltkrieg zur Provinz Westpreußen, danach zur Provinz Grenzmark Posen-Westpreußen und seit deren Auflösung im Rahmen der Verwaltungsreform vom 1. Oktober 1938 zur Provinz Pommern.
Gegen  Ende des Zweiten Weltkriegs wurde die Region Ende Januar/Anfang Februar 1945 von der Roten Armee besetzt. Kurz danach wurde  Radawnitz zusammen mit ganz Hinterpommern seitens der sowjetischen Besatzungsmacht der Volksrepublik Polen zur Verwaltung überlassen. Das Dorf wurde in Radawnica umbenannt. Soweit die einheimischen Dorfbewohner nicht geflohen waren, wurden sie in der Folgezeit von der polnischen Administration enteignet  und über die Oder nach Westen vertrieben.

### Demographie
| Jahr | Einwohner | Anmerkungen |
| ---- | --------- | --- |
| 1766 | 390       | [ 8 ] |
| 1783 | –         | adliges Dorf und Vorwerk nebst einer katholischen Kirche, dreißig Feuerstellen (Haushaltungen), in Westpreußen |
| 1818 | 374       | [ 9 ] |
| 1850 | 450       | [ 10 ] |
| 1852 | 502       | [ 8 ] |
| 1864 | 621       | Dorf und Rittergut (im Kommunalverbund miteinander), darunter 168 Evangelische und 447 Katholiken |
| 1875 | 684       | Dorf und Rittergut, davon 451 im Dorf in 57 Wohnhäusern und 233 im Gutsbezirk in 16 Wohnhäusern |
| 1910 | 987       | am 1. Dezember, davon 406 im Dorf (84 Evangelische und 321 Katholiken; 307 Einwohner mit polnischer Muttersprache) und 581 im Gutsbezirk (225 Evangelische und 353 Katholiken; 290 Einwohner mit polnischer Muttersprache) |
| 1925 | 821       | davon 484 Katholiken und 345 Evangelische |
| 1933 | 965       | [ 14 ] |
| 1939 | 955       | [ 14 ] |

## Kirche
Die vor 1945 in Radawnitz anwesende Bevölkerung war mehrheitlich katholisch. Die Katholiken aus Radawnitz gehörten zum katholischen Kirchspiel Radawnitz, die Protestanten zum evangelischen Kirchspiel Flatow.
Die katholische Kirche in Radawnitz ist ein Naturstein-Bau, der vor 1744 errichtet wurde.

## Persönlichkeiten, die mit dem Ort verbunden sind
- Eduard Stanislaus Peter Graf von Götzendorf-Grabowski (* 30. Dezember 1808, katholisch), seit 23. Juli 1866 Mitglied des preußischen Herrenhauses, war sesshaft auf Radawnitz.[16]